# Caminos de Santiago en España
La situación de Santiago de Compostela en el extremo noroccidental de la península ibérica, y la de ésta en el suroccidental de Europa, han hecho que al correr de los siglos, las populosas peregrinaciones a la ciudad del Apóstol hayan forjado un rico patrimonio artístico y cultural a lo largo y ancho de toda la geografía española, enriquecido en gran parte de las ocasiones por un entorno natural de extraordinario valor paisajístico y ecológico.
El estado de conservación, uso y estudio de cada una de las rutas conocidas históricamente varía notablemente entre todas ellas, si bien hay una predisposición general a hacer de ellas un instrumento cultural, turístico, deportivo y religioso que colabora al mantenimiento, restauración y enriquecimiento de los lugares por los que discurren las distintas rutas.
Se trata además de un camino vivo al que van sumándose otras rutas que los nuevos y modernos peregrinos van forjando cada año, aprovechando los trazados históricos a los que añaden nuevas rutas de singular encanto.
A lo largo de los siglos, estas rutas religiosas y comerciales han venido a enriquecer aún más el patrimonio artístico y cultural de estas tierras, en las que una larga Historia forjada por las muchas civilizaciones que las han poblado, es la única responsable de que sea uno de los más ricos y variados del planeta.
En 1993 el Camino Francés fue reconocido como Patrimonio Mundial de la Humanidad por la Unesco con el nombre de Camino de Santiago de Compostela. En 2015 se amplió la declaración del bien a otras cuatro rutas del norte y pasó a denominarse Caminos de Santiago de Compostela: Camino francés y Caminos del Norte de España.

## Las Rutas Jacobeas

### Los Caminos de Santiago en Galicia

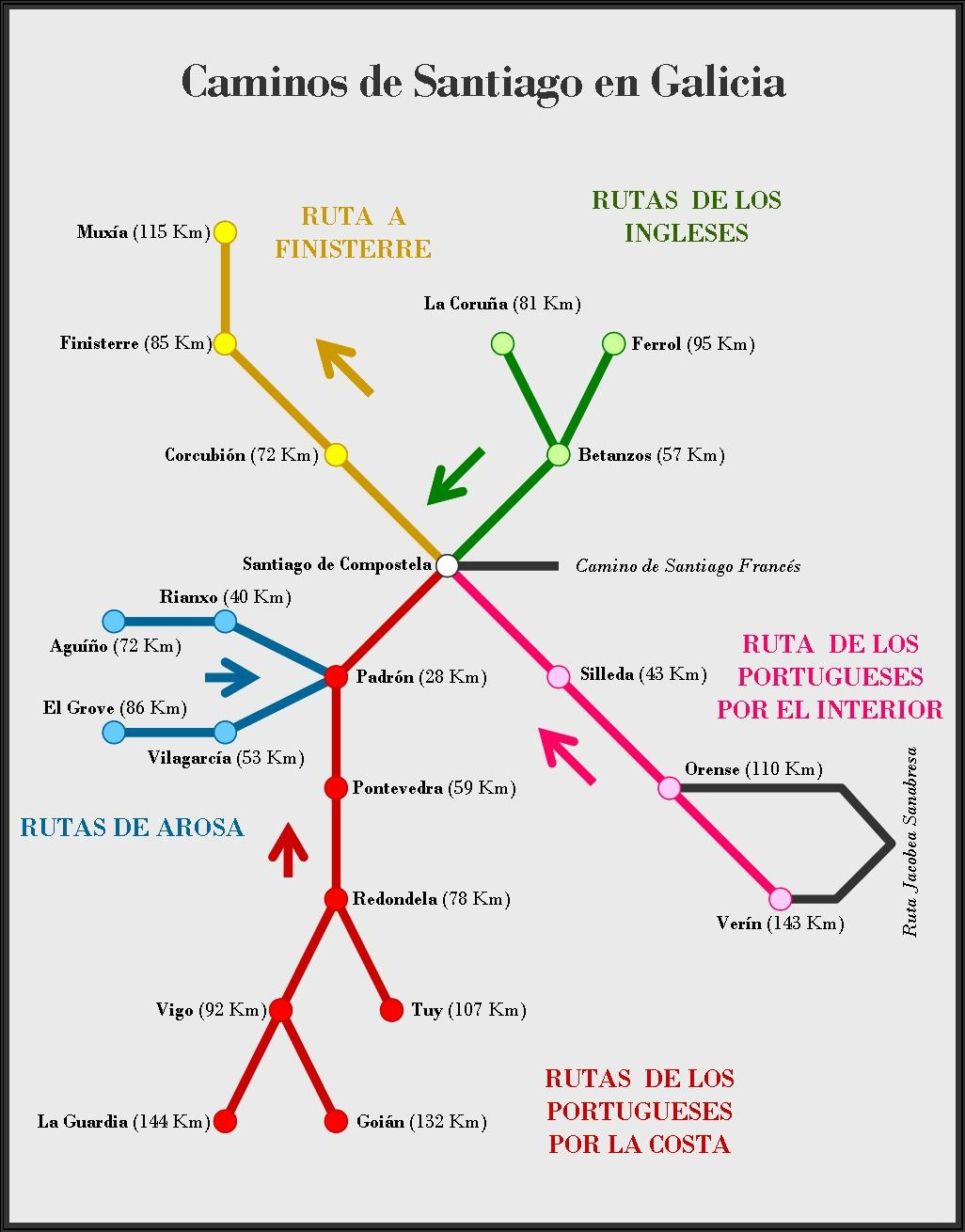
Croquis de los Caminos de Santiago en Galicia.

Desde prácticamente cualquier punto de Galicia puede visitarse Santiago. No en vano, en la actualidad la ciudad ostenta el rango de capital administrativa y política de la Comunidad Autónoma.
Desde los cuatro puntos cardinales llegan las rutas de peregrinación a Santiago de Compostela:
- Desde el norte, el Camino de los Ingleses debe su nombre a que los puertos de Ferrol y La Coruña eran los escogidos mayoritariamente por los peregrinos procedentes de las islas británicas para iniciar el camino a pie por tierras gallegas.
- Desde el sur, los Caminos de Interior y Costeros de los Portugueses son la prolongación gallega de las rutas seguidas por los peregrinos del país atlántico.
- Desde el oeste, la Ruta Marítima o de la Ría de Arosa es la única que permite hacer la mayor parte del trayecto sobre el agua, pues se adentra hasta Padrón (La Coruña) y va desde el mar por la Ría de Arosa para remontar el curso del Río Ulla. Según la tradición es esta ruta la que emplearon los discípulos del Apóstol para llevar su cuerpo hasta tierras compostelanas cuando llegó por vía marítima desde Jerusalén.
- Desde el este, el Camino de Santiago Francés¹, considerada la ruta principal por ser en ella donde van confluyendo la mayor parte de los recorridos de peregrinación tanto nacionales como europeos.
- Además, existe otra ruta que parte de la capital compostelana para llevar a los peregrinos a las mágicas comarcas de Finisterre, lugar del que toma el nombre el camino: Camino de Santiago a Fisterra.

La dotación de todas las rutas gallegas en cuanto a infraestructuras, señalización y documentación informativa es de las más satisfatorias actualmente.
- - → Ir a Camino de Santiago de los Ingleses
  - → Ir a Camino de Santiago de los Portugueses: Rutas de la Costa
  - → Ir a Camino de Santiago de los Portugueses: Ruta del Interior
  - → Ir a Camino de Santiago de la Ría de Arosa
  - → Ir a Camino de Santiago a Finisterre

¹ Dado que sólo el último tramo de su trayecto discurre en Galicia, esta ruta se trata aparte.

### Los Caminos de Santiago de los Franceses

Croquis de los Caminos de Santiago de los Franceses en España.

Es la más populosa y conocida ruta jacobea en España. Conduce hasta Santiago de Compostela a los peregrinos que desde la Europa continental atraviesan Francia y entran en la península cruzando los Pirineos.
Es precisamente el lugar de entrada lo que da lugar a las dos principales rutas alternativas que conoce este camino:
- La Ruta Franco-Navarra lo hace a través del puerto de Roncesvalles (Navarra) procedente de San Juan de Pie de Puerto, donde confluyen varias de las rutas más importantes de Francia. Se considera la ruta principal y es tratada como Camino de Santiago Francés.
- La Ruta Franco-Aragonesa, a través de Somport (Huesca) procedente de Toulouse. El recorrido discurre por Huesca, Zaragoza y Navarra.

En la localidad de Puente la Reina (Navarra) confluyen las dos rutas anteriores, dando lugar al camino principal que en dirección oeste transita por Navarra, La Rioja y las provincias de Burgos, Palencia, León, Lugo y La Coruña.
A lo largo de su amplio recorrido, los peregrinos europeos van siendo acompañados por los españoles que van incorporándose a través de cualquiera de los caminos que cruzan la península ibérica. No es de extrañar, por tanto, que en él se den la mayor parte de las evidencias de fervor y dedicación religiosa y servicios para el peregrino, traducidas en cruceros en los caminos, templos, hospitales y albergues, muchos de los cuales se conservan en buen estado después de los siglos.
Esta ruta de extraordinaria riqueza cultural, artística y paisajística se encuentra en la actualidad bien documentada y dotada de señalización e infraestructuras adecuadas.
- - → Ir a Camino de Santiago Francés
  - → Ir a Camino de Santiago Aragonés

### Los Caminos de Santiago del Norte

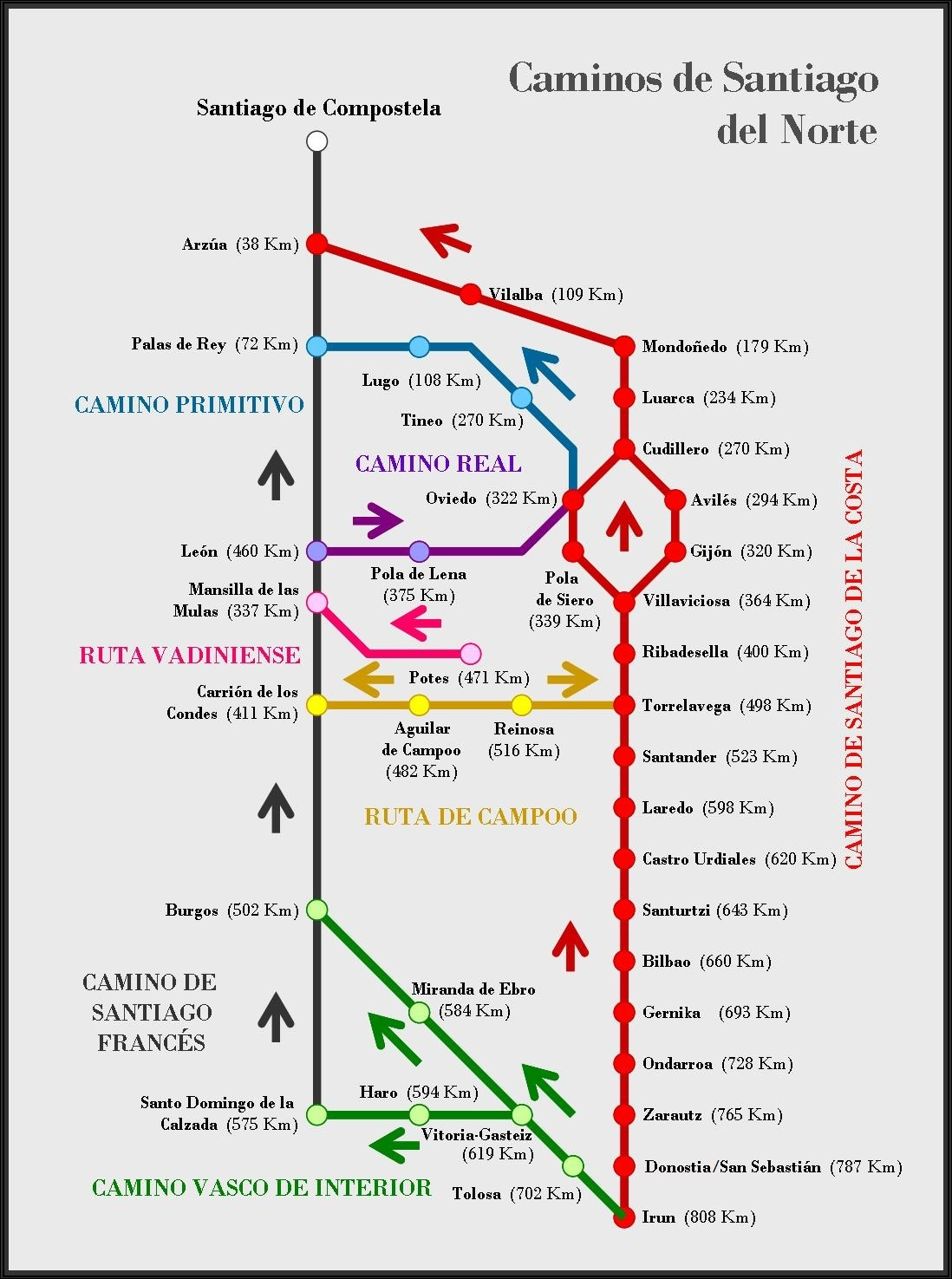
Croquis de los Caminos de Santiago en España: Rutas del Norte.

Desde las regiones más occidentales de Francia, los peregrinos entran en España por Irún (Guipúzcoa) y en su recorrido van uniéndose a aquellos que comienzan la ruta en cualquier puerto de la cornisa cantábrica, procedentes tanto de las comarcas próximas como de cualquiera de los existentes en Europa Septentrional que desembarcaran en ellos.
Son numerosas las conexiones que esta ruta tiene con el Camino de Santiago Francés en su amplio trayecto de más de 800 km, dando lugar a distintas rutas alternativas.
- Considerada como la ruta principal por ser la más populosa, la Ruta de la Costa cubre el recorrido por las poblaciones costeras hasta adentrarse en tierras de interior cerca del límite entre Asturias y la provincia de Lugo. Más adelante alcanza el Camino de Santiago Francés en la localidad de Arzúa.
- El Viejo Camino de Santiago o Camino Olvidado fue una de las principales rutas del norte durante la Edad Media, desde el siglo IX hasta el siglo XIII aproximadamente, se utilizó muy frecuentemente, para que los peregrinos llegados de todas partes, pudiesen protegerse mejor de las aceifas musulmanas del sur. A medida que la Reconquista avanzaba sobre los reinos musulmanes, este Camino fue perdiendo afluencia a favor del Camino de Santiago Francés hasta su total olvido, de ahí su nombre. Es un recorrido montañoso de gran valor natural y cultural que avanza paralelo al Camino Francés, desde Bilbao hasta Ponferrada, por las faldas de la cara sur de la Cordillera Cantábrica.
- El Camino de Santiago Primitivo debe su nombre a que fue el primer camino de todos, el realizado entre la entonces capital del reino, Oviedo y la recientemente encontrada tumba del apóstol Santiago el Mayor. Se considera como el primer peregrino al rey Alfonso II de Asturias, puesto que al enterarse de la noticia recorrió la distancia entre Oviedo y el lugar del descubrimiento, donde crecería la futura Santiago de Compostela.
- La ruta por la que se accedía desde el camino francés a Oviedo, para continuar hacia Santiago de Compostela por la anterior ruta, se conoce como Camino de Santiago Real y tiene su origen en la ciudad de León.
- Una ruta de la que no existe mucha información disponible es la Ruta Vadiniense entre la localidad cántabra de Potes y la leonesa de Mansilla de las Mulas.
- Otra alternativa a la ruta principal es la Ruta de Campoo que toman algunos peregrinos a la altura de Torrelavega para ser conducidos a la ruta francesa en la localidad de Carrión de los Condes (Palencia).
- El Camino Vasco de Interior no tiene relación con la ruta principal salvo en el origen, pues sólo comparten la ciudad de Irún, ya que adentrándose en tierras vascas, los peregrinos alcanzan la ruta francesa en las localidades de Burgos o Santo Domingo de la Calzada (La Rioja).
  - → Ir a Camino de Santiago de la Costa
  - → Ir a Viejo Camino de Santiago
  - → Ir a Camino de Santiago Primitivo
  - → Ir a Camino de Santiago Real
  - → Ir a Camino de Santiago del Norte: Ruta Vadiniense
  - → Ir a Camino de Santiago del Norte: Ruta por Campoo
  - → Ir a Camino de Santiago Vasco del Interior

### Los Caminos de Santiago de la Vía de la Plata

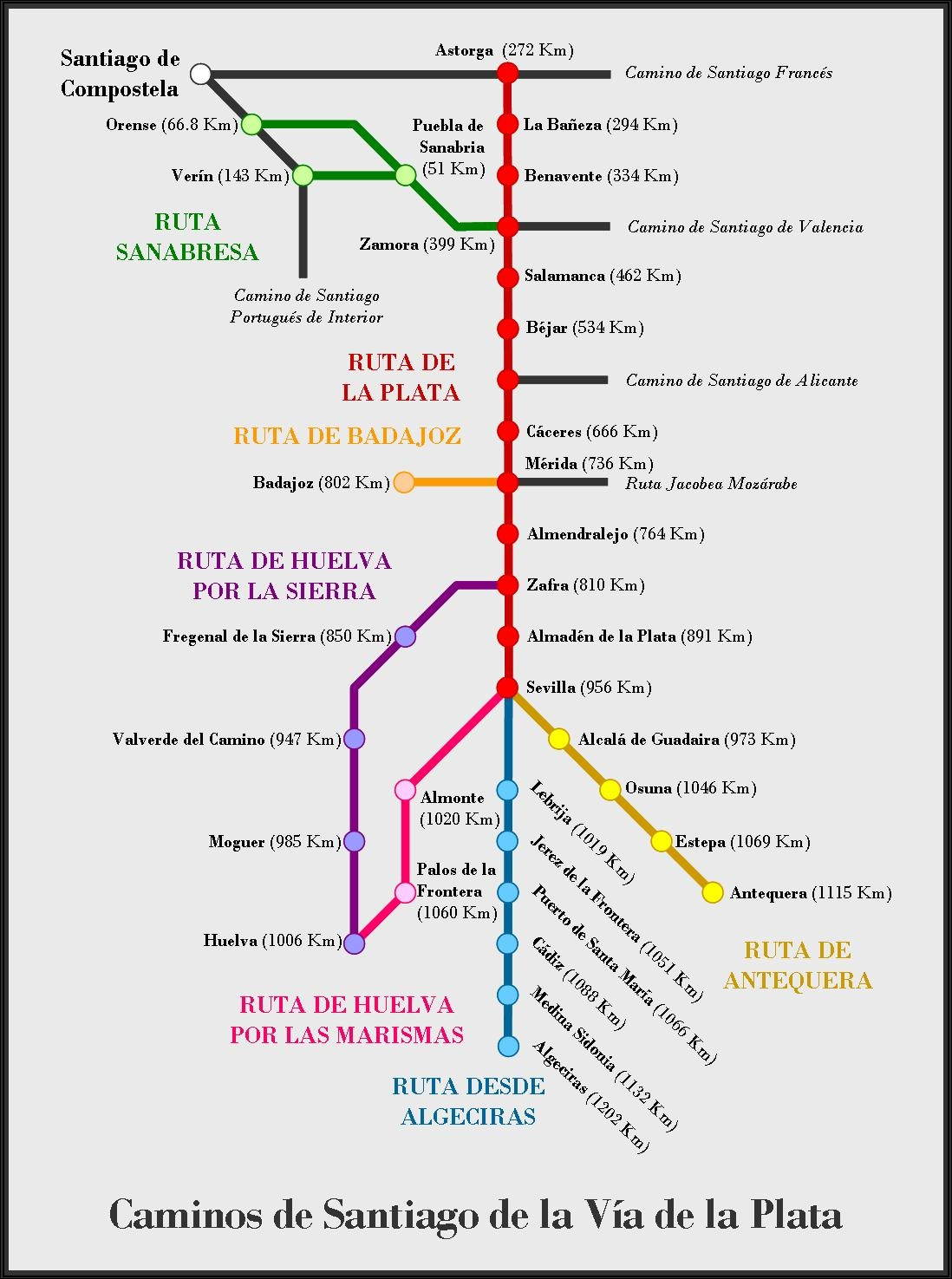
Croquis de los Caminos de Santiago en España: Vía de la Plata.

Este conjunto de rutas jacobeas tienen como eje central la histórica ruta comercial conocida como Vía de la Plata, de la que siguen el trazado en la práctica totalidad de la misma, aunque al llegar a Astorga (León) abandonan la ruta comercial para continuar hacia Santiago de Compostela por el Camino de Santiago Francés.
Los recorridos más conocidos son:
- Se considera trazado principal el que lleva a los peregrinos desde Sevilla hasta la ciudad leonesa de Astorga.
- En Zamora, los peregrinos pueden optar por tomar la Ruta Sanabresa que acorta camino a través de la provincia de Orense, donde llega a unirse al Camino de los Portugueses por el Interior en la capital de la citada provincia o en la localidad de Verín.

Como rutas asociadas a éstas cabe citar las prolongaciones que existen para recoger a los peregrinos de otras regiones próximas:
- El Camino desde Badajoz conduce a los peregrinos hasta Mérida (España).
- Desde Huelva puede accederse a través de la Ruta por la Sierra que conduce hasta Zafra.
- A Sevilla llega una alternativa a la anterior: la Ruta de Huelva por la Marisma.
- Desde el Campo de Gibraltar parte la prolongación del Camino desde Algeciras.
- La Ruta desde Antequera trae a los peregrinos desde dicha ciudad malagueña y converge con las dos anteriores en la ciudad de origen del Camino de Santiago de la Plata.
  - → Ir a Camino de Santiago de la Plata
  - → Ir a Camino de Santiago Sanabrés
  - → Ir a Camino de Santiago desde Badajoz
  - → Ir a Camino de Santiago desde Huelva: Ruta de la Sierra
  - → Ir a Camino de Santiago desde Huelva: Ruta de la Marisma
  - → Ir a Camino de Santiago desde Algeciras
  - → Ir a Camino de Santiago desde Antequera

### Los Caminos de Santiago del Ebro

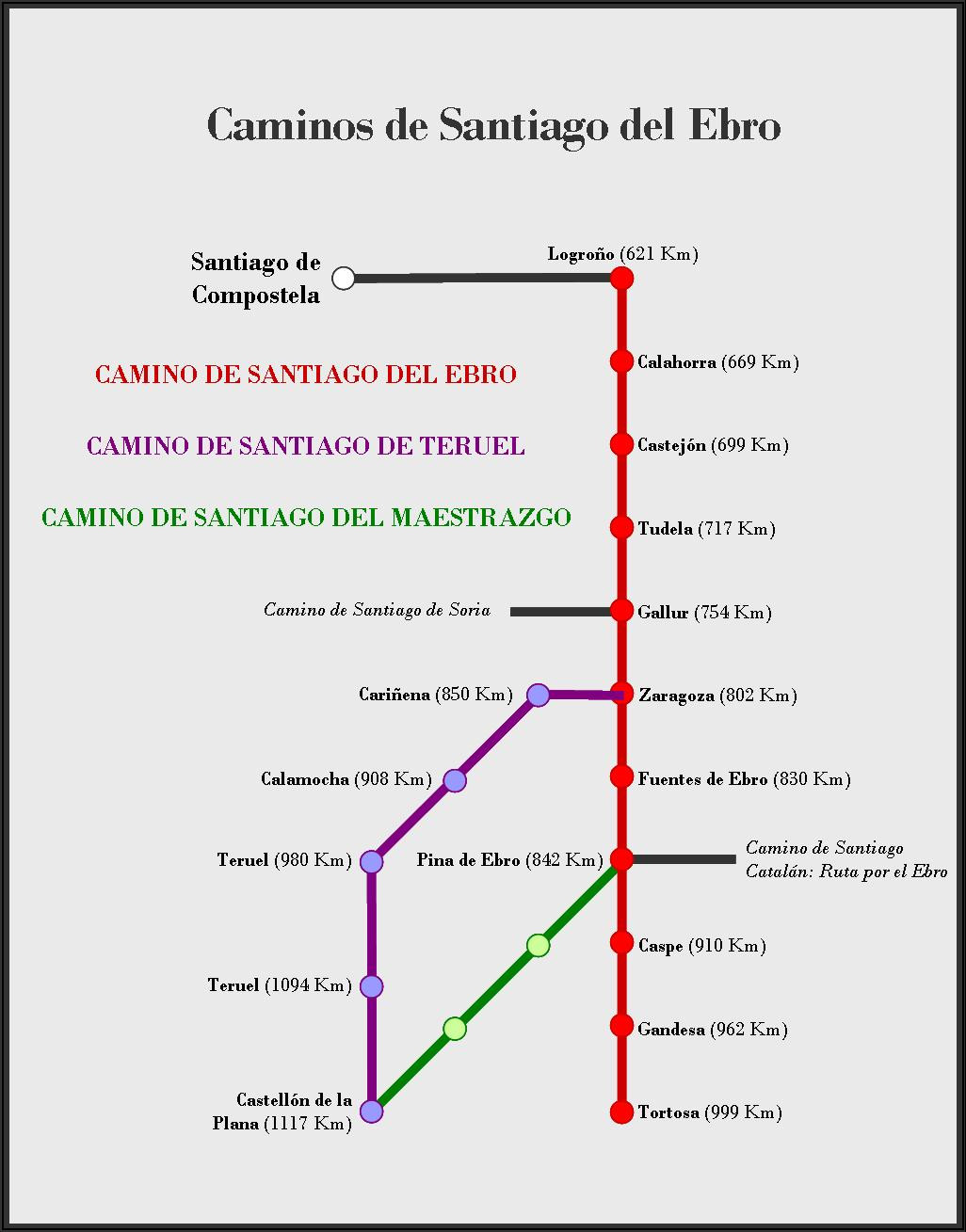
Croquis de los Caminos de Santiago del Ebro.

Tiene su origen en Tortosa (Tarragona), ciudad desde la que se dirige hacia Santiago de Compostela circulando paralela al cauce del Ebro que le da nombre hasta unirse con el Camino de Santiago Francés en la ciudad de Logroño.
A lo largo de su recorrido va recibiendo las afluencias de los peregrinos que proceden de otras comarcas de Cataluña, el norte de la Comunidad Valenciana y el sur de Aragón:
Al camino principal se le unen otras rutas que configuran el grupo de los Caminos del Ebro
- En Pina de Ebro (Zaragoza) se une el Camino de Santiago del Maestrazgo.
- A Zaragoza llegan los peregrinos que proceden del Camino de Santiago de Teruel.

Además, en Pina de Ebro se recibe la afluencia de peregrinos que conducen sus pasos por la Ruta del Ebro de los Caminos de Santiago Catalanes.
Al alcanzar la localidad zaragozana de Gallur, muchos peregrinos prefieren tomar el Camino de Santiago Castellano-Aragonés Oriental para alcanzar el Camino de los Franceses desde el Camino de la Lana en Mamolar (Burgos)
Toda la ruta está convenientemente señalizada desde su origen, aunque de los primeros tramos no existe suficiente documentación impresa.
- - → Ir a Camino de Santiago del Ebro
  - → Ir a Camino de Santiago de Teruel
  - → Ir a Camino de Santiago del Maestrazago

### Los Caminos de Santiago de Castilla

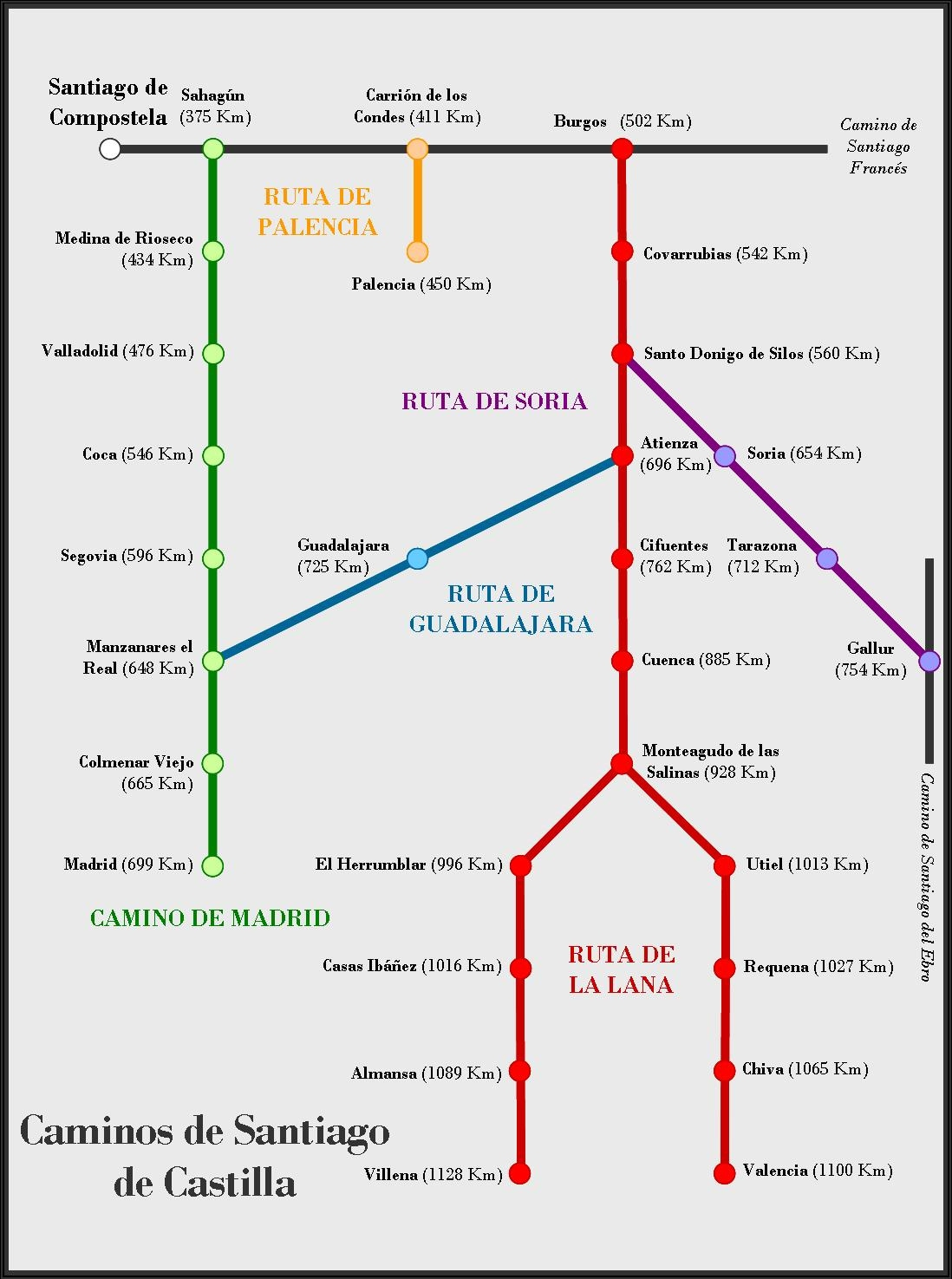
Croquis de los Caminos de Santiago en España: Rutas de Castilla.

De las distintas regiones de Castilla parten rutas que conducen a los peregrinos a la ciudad de Santiago de Compostela a través del Camino Francés.
Estas rutas tienen la característica especial de que, al discurrir por el centro de la península ibérica, sirven de enlace entre otros caminos que conducen a la ciudad del Apóstol.
Cinco son las rutas que se incluyen en este grupo:
- La Ruta Jacobea de Madrid tiene su inicio en la capital española y viene a entroncar con la ruta francesa en la ciudad leonesa de Sahagún.
- El Camino de Santiago desde Alcalá de Henares se inicia en la ciudad complutense y llega a Segovia pasando por Torrelaguna y Rascafría. En Segovia enlaza con la ruta de Madrid.
- El Camino de Santiago desde Palencia parte de la citada ciudad castellano-leonesa para conducir a los peregrinos a Carrión de los Condes, donde tomarán la vía de los franceses.
- El Camino la Lana aprovecha el trazado de las Cañadas Reales y vías pecuarias, rutas comerciales que le dan nombre. El origen de este camino jacobeo es la ciudad de Alicante y su destino es el Camino de Santiago Francés en la histórica ciudad de Burgos. El tramo inicial del Camino de la Lana (Alicante-Caudete) es común al trazado del Camino del Sureste, separándose ambos en Caudete. Existen varios ramales o afluentes del Camino de la Lana, como son, de sur a norte, los procedentes de las ciudades de: Cartagena y Murcia (Camino del Azahar que se une al de la Lana en el caserío de El Carrascal, cerca de la localidad albaceteña de Alpera); Orihuela (Ramal Sur de los Caminos del Sureste y la Lana en Alicante, que se une al de la Lana en Novelda); Villajoyosa/Benidorm (Ramal Central de los Caminos del Sureste y la Lana en Alicante, que se une al Camino de la Lana en Villena); Calpe (Ramal Norte de los Caminos del Sureste y la Lana en Alicante, que se une al Camino de la Lana en Villena); Mallorca y Xabia/Jávea (Camino del Alba, que se une al de la Lana en Almansa); Valencia (Camí de Requena, que se une al de la Lana en el pueblecito conquense de Monteagudo de las Salinas); Calzada de Calatrava (Camino de los Calatravos, que cruza el Camino de la Lana en el pueblecito alcarreño de Las Inviernas); Guadalajara (Camino de Guadalajara, que se une al Camino de la Lana en el pueblo alcarreño de Mandayona); Gallur (Camino Castellano-Aragonés Oriental, que conecta a localidad zaragozana de Gallur, en el Camino del Ebro, con el pueblecito burgalés de Mamolar, cerca de Santo Domingo de Silos).
- El Camino del Sureste es un trazado jacobeo que se origina en Alicante, cuyo primer tramo es común (compartido) con el Camino de la Lana hasta el pueblo albaceteño de Caudete
- Los Caminos desde Guadalajara son tributarios de estas dos últimas rutas, llevando a los peregrinos desde la  ciudad que les da nombre hasta la localidad madrileña de Manzanares el Real en la primera de ellas, oMandayona en la segunda.
- La Ruta Jacobea de Soria es un trazado que comunica el Camino del Ebro en Gallur (Zaragoza) con la Ruta de la Lana en Mamolar (Burgos).
- El Camino Castellano-Aragonés Oriental es un trazado jacobeo que une el Camino del Ebro (en la localidad zaragozana de Gallur) con el Camino de la Lana (en el pueblecito burgalés de Mamolar)
  - → Ir a Camino de Santiago de Palencia
  - → Ir a Camino de Santiago de Alcalá de Henares
  - → Ir a Camino de Santiago de Madrid
  - → Ir a Camino de Santiago de Guadalajara
  - → Ir a Camino de Santiago de la Lana
  - → Ir a Camino de Santiago Castellano-Aragonés Oriental

### Los Caminos de Santiago de Cataluña

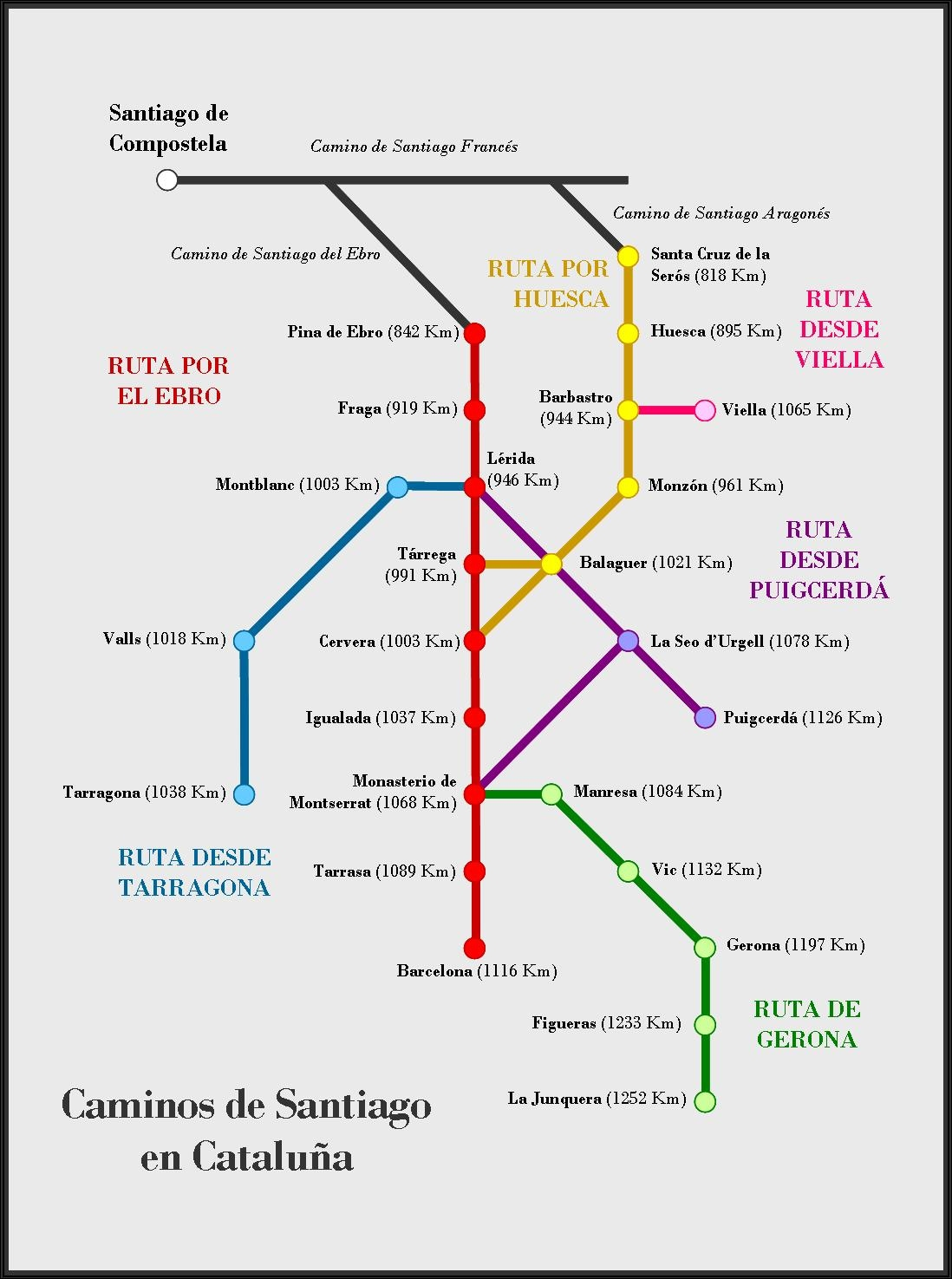
Croquis de los Caminos de Santiago Catalanes.

El Camí de Sant Jaume o Camino de Santiago Catalán es un grupo de rutas que tradicionalmente son seguidas por los habitantes de esta región geográfica, así como de los procedentes de los países mediterráneos que desembarcaban en sus puertos o cruzaban la frontera hispano-francesa por sus regiones más orientales.
Aunque el trazado está señalizado y documentado desde Barcelona, muchas de las asociaciones de peregrinos catalanas decidieron tomar como punto de origen el Monasterio de Montserrat, para encaminarse desde allí hacia el Camino de los Franceses. La entidad encargada del ramal principal, es decir, el que va de Montserrat a Lérida es la Associació d'Amics del Camí de Sant Jaume de Sabadell que tiene publicadas 3 guías de este itinerario (www.camisantjaume.com).
- El Camí de Sant Jaume conduce a los peregrinos hasta Pina de Ebro. En esta localidad se le une el Camino Jacobeo del Ebro, proveniente de Tortosa; y desde aquí ambos itinerarios siguen igual ruta hasta Logroño.
- La segunda opción, Ruta por Huesca, es tomar desde las localidades leridanas de Cervera o Tárrega (Lérida) el camino que conduce hacia el monasterio oscense de San Juan de la Peña, donde se une al Camino de Santiago Aragonés.

Existen, además, trayectos tributarios de ambas vías que conducen a los peregrinos catalanes hacia alguno de los puntos del trazado principal.
- La Ruta Jacobea de Gerona comienza en La Junquera (Gerona) y llega a unirse con las anteriores en el Monasterio de Montserrat.
- El Camino desde Tarragona converge con el principal en Lérida.
- Desde el paso fronterizo que le da nombre, la Ruta desde Puigcerdá, los peregrinos pueden optar por dirigirse al monasterio o alcanzarlas en Balaguer (Lérida) (ruta por Huesca) o Lérida (ruta del Ebro).
- Por su parte, por la Ruta desde Viella se dirigen hacia la localidad de Barbastro (Huesca) y continúan la ruta hasta alcanzar el Camino Aragonés.

La ruta que se dirige al Ebro hasta Barcelona se halla dotada de guía y señalización adecuada, y la ruta de Huesca hasta dicha ciudad está dotada de señalización, pero sin información impresa para el caminante. En el resto de las rutas, en este momento, no existe actuación alguna.
- - → Ir a Camino de Santiago Catalán: Ruta del Ebro
  - → Ir a Camino de Santiago Catalán: Ruta por Huesca
  - → Ir a Camino de Santiago desde Viella
  - → Ir a Camino de Santiago desde Puigcerdá
  - → Ir a Camino de Santiago de Gerona
  - → Ir a Camino de Santiago desde Tarragona

## Los Caminos de Santiago del Levante

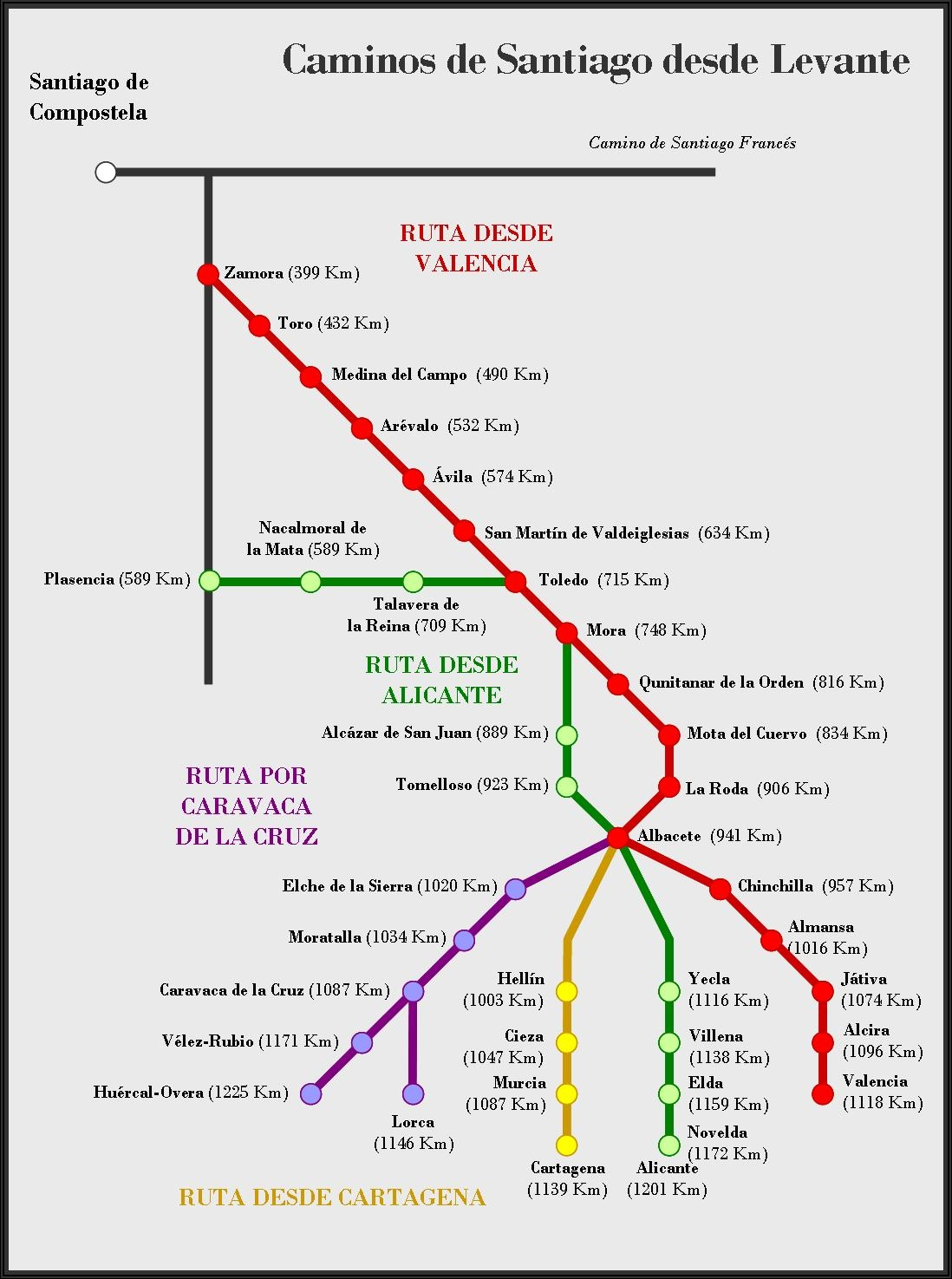
Croquis de los Caminos de Santiago en España: Rutas desde Levante.

Desde el Mediterráneo suroriental parten los conocidos como Caminos de Levante, que surcan la península ibérica desde el sentido noroccidental hasta alcanzar la Ruta Jacobea de la Plata.
Las ciudades de Valencia, Alicante y Cartagena son los orígenes de las rutas históricas, pero otras localidades, como Lorca (Murcia) o Huércal-Overa (Almería), cuentan con cierta documentación de recientes peregrinaciones en épocas actuales.
Las cuatro rutas confluye en Albacete (España) y desde aquí a Santiago de Compostela existen numerosas alternativas, ya que se describen dos trazados casi paralelos que confluyen en no pocos puntos del camino:
- El Camino de Santiago de Levante desde Valencia puede considerarse el que traza la ruta más septentrional, afluyendo a la Ruta de la Plata en la ciudad de Zamora.
- El Camino de Santiago de Levante desde Alicante trazaría, por tanto, la ruta que discurre más al sur y que viene a confluir con la Ruta de la Plata en la ciudad de Plasencia (Cáceres).
- La Ruta de Levante desde Cartagena parte de esta ciudad y conduce a los peregrinos hasta Albacete pasando por la capital murciana.
- Por último, la ruta más reciente de la que se dispone documentación y que aún está en desarrollo, la Ruta por Caravaca de la Cruz que, partiendo de las localidades de Lorca y Huércal-Overa, llega a la ciudad de unión de todas las anteriores, después de pasar por la localidad murciana que le da nombre.
  - → Ir a Camino de Santiago de Levante: Ruta desde Alicante
  - → Ir a Camino de Santiago de Levante: Ruta desde Valencia
  - → Ir a Camino de Santiago de Levante: Ruta desde Cartagena
  - → Ir a Camino de Santiago de Levante: Rutas por Caravaca de la Cruz

### El Camino del Sureste
Este es el camino que con más frecuencia se utiliza desde el sureste peninsular. Parte de la ciudad de Alicante, para adentrarse por el Valle del Vinalopó hacia Elda y Villena. Después se dirige hacia el altiplano murciano, cruzando Yecla, y adentrándose en tierras manchegas. En la ciudad de Albacete, se encuentra con el valenciano Camino de Levante, desde donde ambos siguen un trazado casi paralelo, que se cruza en algunas poblaciones más, hasta llegar a Ávila. De hecho muchos caminantes toman bifurcaciones haciendo recorridos alternativos entre etapas de las rutas sureste y levante, a través de las comarcas manchegas.
Desde Ávila en adelante la ruta a seguir es la misma en ambos caminos hasta llegar a Tordesillas. Allí el camino de levante se desviará hacia Toro, mientras que el del Sureste continuará recto hasta llegar a Benavente, su etapa final. Allí enlaza con la Vía de la Plata, donde toma el tramo Benavente-Astorga, para una vez allí, enlazar con el camino francés hasta Santiago.

### Los Caminos de Santiago Mozárabes

Croquis de los Caminos de Santiago en España: Rutas de los Mozárabes.

Las Rutas Jacobeas Mozárabes son una red de senderos utilizados por los peregrinos andaluces después de la Reconquista para llegar a Santiago de Compostela.
- Se considera ruta principal o Camino de Santiago Mozárabe el que partiendo de Granada (España) alcanza la Ruta Jacobea de la Plata en Mérida después de pasar por Córdoba.
- Desde esta última ciudad y desde la jiennense localidad de Alcaudete (Jaén) parten las Rutas Mozárabes por Toledo que, tras unirse en Ciudad Real, llegan a la ciudad castellana que da nombre a la ruta, pudiendo alcanzarse desde aquí la Ruta de Madrid en la capital de España.
- La Ruta Jacobea Mozárabe desde Málaga lleva a los peregrinos desde la capital de la Costa del Sol hasta la localidad cordobesa de Castro del Río, donde enlaza con la ruta principal.
- Por su parte, es en la ciudad nazarí de la que parte la ruta principal donde termina la Ruta Jacobea desde Almería, que tiene su origen en la ciudad andaluza de la que toma el nombre.

En la actualidad, sólo existe documentación y señalización para el peregrino en la ruta principal, hallándose en estudio la prolongación de la ruta desde Málaga.
- - → Ir a Camino de Santiago Mozárabe
  - → Ir a Camino de Santiago Mozárabe: Rutas por Toledo
  - → Ir a Camino de Santiago Mozárabe: Ruta desde Málaga
  - → Ir a Camino de Santiago Mozárabe: Ruta desde Almería